# Kasachische Eishockeymeisterschaft 2002/03
Die Saison 2002/03 war die elfte Spielzeit der kasachischen Eishockeyprofiliga. Es nahmen sieben Vereine am Wettbewerb teil. Den Titel des Kasachischen Meisters sicherte sich zum insgesamt zehnten Mal Kaszink-Torpedo Ust-Kamenogorsk. Ust-Kamenogorsk gewann damit zum vierten Mal in Folge den Meistertitel. Parallel wurde zum zweiten Mal der Kasachische Eishockeypokal ausgetragen, den ebenfalls Ust-Kamenogorsk gewann und damit das zweite Double in Folge perfekt machte.

## Modus
Die sieben Teilnehmer spielten in einer Vierfachrunde, so dass jede Mannschaft auf die Anzahl von 24 Spielen kam. Die Mannschaft mit den meisten Punkten sicherte sich am Ende die Meisterschaft.
Für einen Sieg in der regulären Spielzeit von 60 Minuten erhielt eine Mannschaft zwei Punkte, der unterlegene Gegner ging leer aus. Bei einem Unentschieden erhielt jede Mannschaft einen Punkt.

## Abschlusstabelle
Nach Ablauf der 24 Runden sicherte sich Kaszink-Torpedo Ust-Kamenogorsk souverän den Meistertitel. Die Mannschaft gewann 23 ihrer 24 Partien und verteidigte damit den Titel. Der neu gegründete Kasachmys Karaganda sicherte sich auf Anhieb den Titl des Vizemeister. Der zuletzt dreimalige Vizemeister Barys Astana rutschte auf den fünften Rang ab. Ohne jeden Punktgewinn blieb Jessil Petropawlowsk.
Kaszink-Torpedo Ust-Kamenogorsk spielte im Saisonverlauf parallel in der zweitklassigen russischen Wysschaja Liga. Die zweite Mannschaft Ust-Kamenogorsks lief in der drittklassigen russischen Perwaja Liga auf, ebenso der neu gegründete Kasachmys Karaganda. Darüber hinaus nahm Kaszink-Torpedo Ust-Kamenogorsk am IIHF Continental Cup in der Saison 2002/03 teil und erreichte dabei erneut die zweite Runde.
Abkürzungen: Sp = Spiele, S = Siege, U = Unentschieden, N = Niederlagen, Pkt = Punkte
|                                 | Sp | S  | U | N  | Tore    | Pkt   |
| ------------------------------- | -- | -- | - | -- | ------- | ----- |
| Kaszink-Torpedo Ust-Kamenogorsk | 24 | 23 | 1 | 0  | 224:026 | 47:01 |
| Kasachmys Karaganda             | 24 | 17 | 2 | 5  | 138:062 | 36:12 |
| Jenbek Almaty                   | 24 | 14 | 2 | 8  | 103:070 | 30:18 |
| Gornjak Rudny                   | 24 | 11 | 2 | 11 | 106:085 | 24:24 |
| Barys Astana                    | 24 | 10 | 3 | 11 | 124:102 | 23:25 |
| HK ZSKA Temirtau                | 24 | 4  | 0 | 20 | 062:165 | 08:40 |
| Jessil Petropawlowsk            | 24 | 0  | 0 | 24 | 031:278 | 00:48 |

## Auszeichnungen
| Auszeichnung                             | Spieler            | Team                                  |
| ---------------------------------------- | ------------------ | ------------------------------------- |
| Wertvollster Spieler (Journalisten-Wahl) | Jewgeni Koreschkow | HK Metallurg Magnitogorsk (Superliga) |